# 교월동
교월동(校月洞)은 대한민국의 전북특별자치도 김제시에 설치된 행정동이다.

## 개요
교월동은 김제시 서남부에 위치한 지역으로서 도시와 농촌이 함께 하는 도·농복합형의 대표적인 지역으로서, 김제 시민의 휴식처인 성산공원이 소재하고 동헌과 내아 등 각종 지방문화재와 매년 정월보름날 개최되는 김제시 전통 고유행사인 입석줄다리기 등 민속자료와 문화적인 유적들이 풍부한 지역이다.

## 역사
- 1914년 4월 1일 : 행정구역 통폐합으로 월산면과 대촌면을 월촌면으로 합면하였다.
- 1931년 11월 1일 : 김제면이 김제읍으로 승격하였다.[2]
- 1989년 1월 1일 : 김제읍과 월촌면 일원을 관할로 김제시가 설치되고, 김제읍 교동리·옥산리·갈공리와 월촌면 복죽리에 김제시 교동을, 월촌면 지역에 월촌동을 설치하였다.[3]
- 1998년 9월 26일 : 교동과 월촌동을 교동월촌동(校洞月村洞)으로 합동하였다.[4]
- 2011년 12월 26일 : 교동월촌동을 교월동으로 개칭하였다.[5]

## 법정동
- 교동
- 옥산동
- 갈공동
- 복죽동
- 입석동
- 장화동
- 신덕동
- 월봉동
- 신월동
- 제월동
- 연정동
- 명덕동

## 교육
- 월촌초등학교 (입석동)
- 월산초등학교 (폐교) - 월산로 159 (월봉동)
- 김제중앙초등학교 대촌분교 (폐교) - 복죽로 381 (복죽동)
- 김제중앙중학교 (옥산동)

## 문화재
- 김제향교
- 대성전
- 김제동헌
- 김제내아
- 제궁리석등
- 조평달장군유물